# Dolerus varispinus
Dolerus varispinus är en stekelart som beskrevs av Hartig 1837. Dolerus varispinus ingår i släktet Dolerus, och familjen bladsteklar. Det är osäkert om arten förekommer i Sverige.